# الكاردينال-ابن أخ

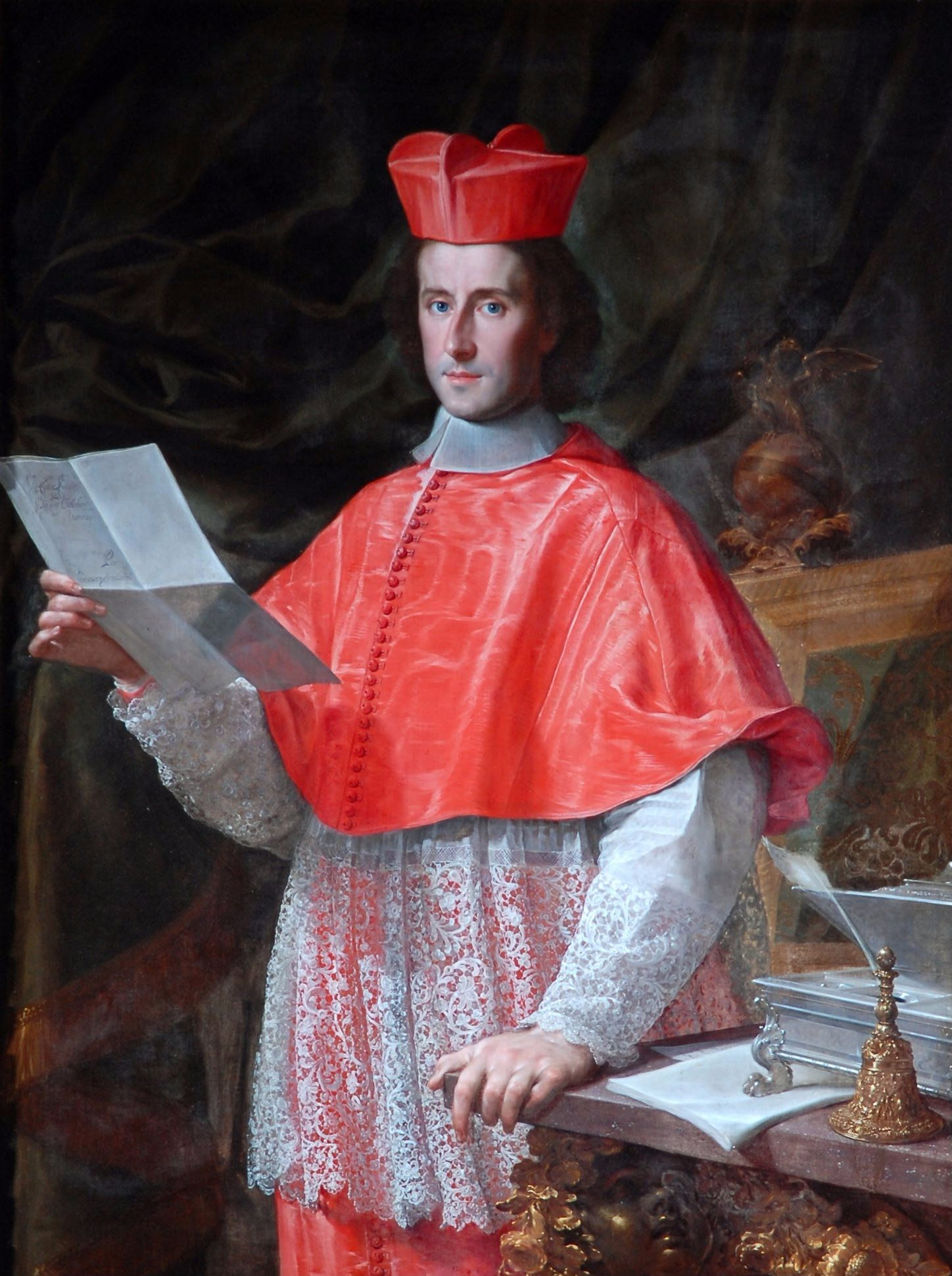
الكاردينال بيترو أوتبونس، آخر كاردينال ابن أخ في الفاتيكان.

الكاردينال-ابن أخ أو الكاردينال-ابن أخت (باللاتينية: nepos cardinalis؛ بالإيطالية: cardinale nipote؛ بالإسبانية: valido de su tío؛ بالفرنسية: prince de fortune) هو كاردينال عيّن من قبل البابا بسبب علاقة قرابة عائلية. غالبًا ما كان الكاردينالات ابن الأخ أو الأخت أو ابن أو قريب للبابوات والأساقفة الكاثوليك وكانوا يفضلونهم في التعامل على الناس الآخرين. مما سهّل عليهم الوصول إلى المراتب الكاردينالية. وغالبًا ما كانت مثل هذه التعيينات لإقامة ما يشبه «عوائل مالكة» تحتفظ بكرسي البابوية.
نشأت المحسوبية في العصور الوسطى وبلغت ذروتها في القرن السادس عشر والسابع عشر، ومنذ منتصف بابوية أفينيون (1309-1377) وحتّى فترة بابوية إنوسنت الثاني عشر وثورته المضادة للمحسوبية، كانت ظاهرة الكاردينال-ابن أخ منتشرة على نطاق واسع. بابوات عصر النهضة عيّنوا أقربائهم في الكوريا الرومانية والجامعات البابوية.
قائمة الكاردينال-ابن أخ أو الكاردينال-ابن أخت تشمل ما لا يقل عن خمسة عشر بابا، وربما ما يصل إلى 19 بابا. منهم أيضًا أبناء كحالة تشيزري بورجيا ابن البابا إسكندر السادس. أدّت المحسوبية إلى ظهور سيطرت على الكرسي الرسولي من هذه العائلات آل فارنيزي، ميديشي، بورجيا، بربريني، أورسيني، ديلا روفيري، بورغيزي وآل كولونا وغيرها.